# Beau Sancy

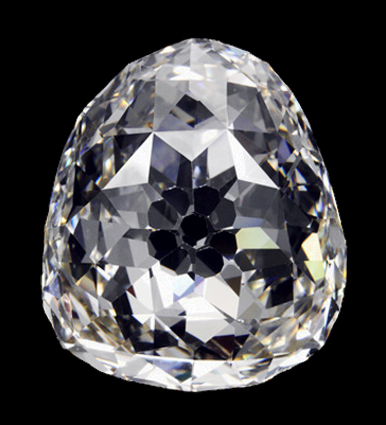
Een replica van de Beau Sancy

De Beau Sancy (Nederlands: Mooie Sancy) of Petit Sancy (Nederlands: Kleine Sancy) is een historische, peervormig geslepen, kleurloze diamant van 34,98 karaat (6,8 gram). De steen is 22,3 millimeter hoog en 19,5 millimeter breed. De diamant was meer dan vier eeuwen eigendom van verschillende vorstenhuizen. In 2012 kwam hij in handen van een anonieme eigenaar. De Beau Sancy is een andere diamant dan de Sancy (Grand Sancy), een steen van 55,23 karaat in het Louvre in Parijs. Beide diamanten zijn genoemd naar hun eigenaar eind 16e eeuw, Nicolas de Harlay, heer van Sancy.

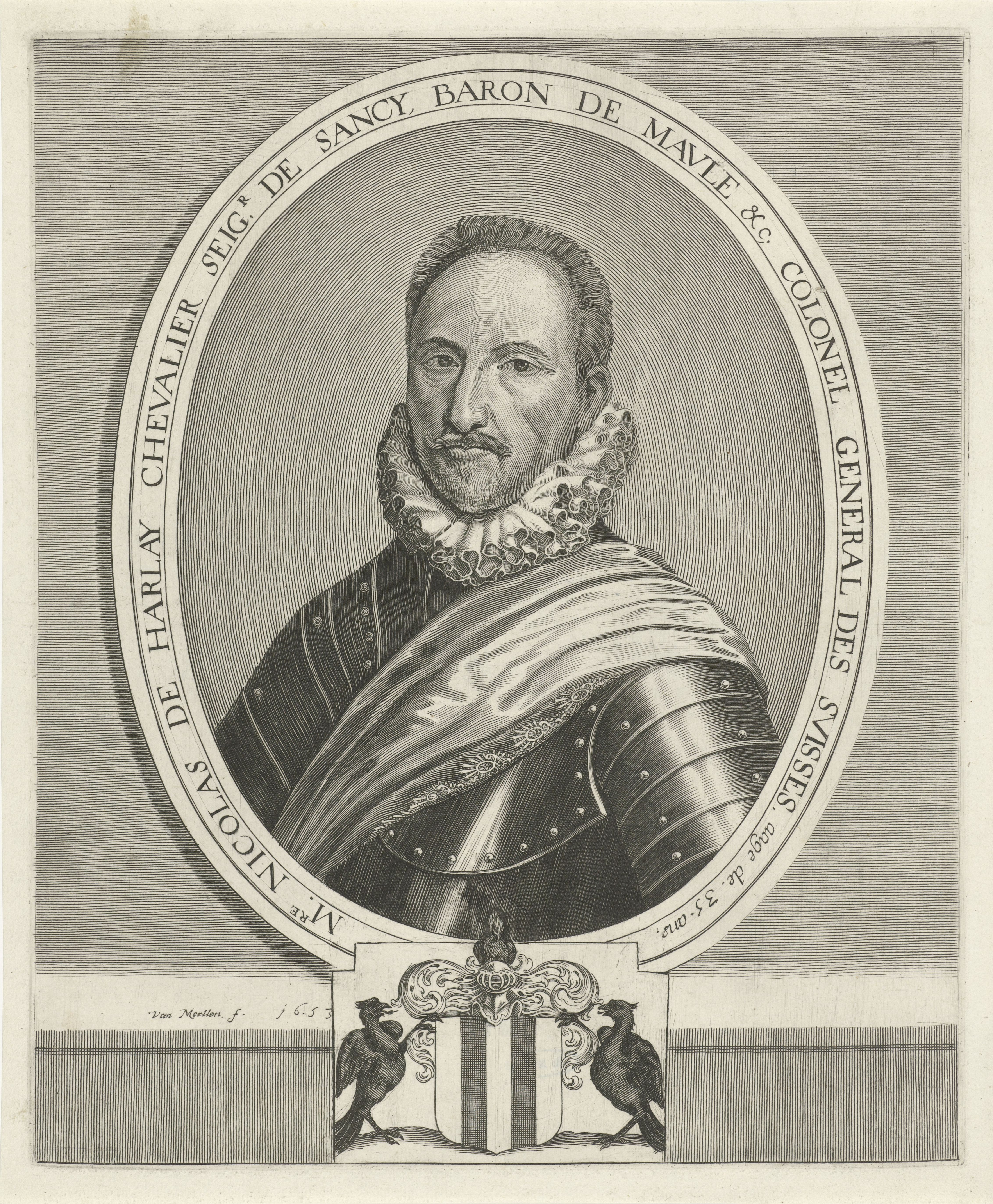
Nicolas de Harlay de Sancy, gravure (1653) door Theodore van Merlen II. Rijksmuseum Amsterdam

## Historie
De Beau Sancy werd waarschijnlijk tussen 1475 en 1590 gedolven in de mijnen van Golkonda in India. Eind 16e eeuw kocht de Franse diplomaat Nicolas de Harlay, heer van Sancy, de diamant in Constantinopel. In 1604 verkocht de Harlay de diamant voor 75.000 livres aan koning Hendrik IV van Frankrijk. De koning schonk de edelsteen aan zijn vrouw Maria de' Medici. Maria droeg de diamant bij haar officiële kroning tot koningin van Frankrijk bovenop haar kroon. Maria verkocht de diamant in 1641 voor 80.000 gulden aan de Nederlandse stadhouder Frederik Hendrik van Oranje.
Na de dood van de kleinzoon van Frederik Hendrik, de kinderloze koning-stadhouder Willem III, in 1702 ging de diamant naar diens neef koning Frederik I van Pruisen. Frederik I liet de edelsteen in de Pruisische koningskroon zetten. Zijn kleinzoon, Frederik II van Pruisen, liet hem hier weer uithalen en gaf de steen aan zijn vrouw. Zij droeg de diamant bij bijzondere gelegenheden. De koninklijke familie van Pruisen en vanaf 1870 de keizerlijke familie van het Duitse Rijk, bleef de Beau Sancy als sieraad dragen.
Bij de vlucht van keizer Wilhelm II in 1918 naar Nederland aan het eind van de Eerste Wereldoorlog, bleef de diamant achter in Duitsland. In 2012 bood prins Georg Friedrich van Pruisen de diamant uit geldnood aan bij het veilinghuis Sotheby's in Genève. Daar ging de edelsteen voor 7,6 miljoen euro naar een anonieme bieder.
Hopediamant · Centenary · Cullinan · Koh-i-Noor · Lepelmaker · Bruine van Lesotho · Belofte van Lesotho · Golden Jubilee · Amsterdam-diamant · Darya-ye Noor · Sancy · Beau Sancy · Spiegel van Portugal · Taylor-Burton
Zie ook: Jean-Baptiste Tavernier · Lijst van bekende diamanten